# Công chúa và chàng Ếch
Công chúa và chàng ếch (tiếng Anh: The Princess and the Frog) là bộ phim hoạt hình thứ 49 của hãng hoạt hình Walt Disney, được phát hành vào năm 2009. Bộ phim lấy cảm hứng từ cuốn tiểu thuyết Nàng công chúa ếch của E.D.Baker, và cuốn tiểu thuyết lại dựng dựa trên truyện cổ tích Hoàng tử ếch của anh em Grimm. Đạo diễn cho bộ phim này là Ron Clements và John Musker, đã từng đạo diễn cho nhiều bộ phim nổi tiếng khác của Disney như The Great Mouse Detective, Nàng tiên cá, Aladdin và cây đèn thần, Héc-quyn, và Treasure Planet.

## Nội dung
Thành phố New Orleans - nơi khai sinh nhạc jazz, là nơi diễn ra câu chuyện. Cô bé Tiana và bạn của mình là Charlotte La Bouff (gọi ngắn là Lottie), con một ông chủ nhà máy đường giàu có, đang được mẹ của Tiana kể cho nghe về câu chuyện hoàng tử ếch. Charlotte thấy câu chuyện thật lãng mạn, còn Tiana thì ngược lại và thề rằng mình sẽ không bao giờ hôn ếch. Vào tối hôm đó, cô cùng bố mình nấu một nồi súp thơm ngon đãi hàng xóm cùng ăn. Họ ước mơ rằng một ngày nào đó, họ sẽ mở một nhà hàng sang trọng và nổi tiếng nhất ở New Orleans với món súp do họ chế ra và nhiều món ăn khác nữa.
Nhiều năm trôi qua, cô bé Tiana năm nào đã lớn và làm việc cật lực tại các cửa hàng ăn để kiếm tiền xây dựng nhà hàng riêng cho mình, như điều người bố đã khuất chỉ cho cô mặc cho mọi người xung quanh có chê bai như thế nào. Trong khi đó, hoàng tử Naveen xứ Maldonia đã tới thành phố New Orleans và được mời tới ở tại biệt thự của nhà Charlotte. Lottie cũng thuyết phục Tiana tới dự dạ hội tổ chức ở biệt thự nhà mình buổi tối. Nhưng vì ước mơ của gia đình, Tiana từ chối nhưng cuối cùng cô cũng đi vì Lottie muốn cô làm món bánh thơm ngon với một công thức đặc biệt trong một ngày đặc biệt như thế này. Còn hoàng tử Naveen đã bị hoàng thân cắt nguồn chi viện và phải lựa chọn một là đi làm, hai là cưới vợ giàu để có thể sống. Đương nhiên chàng hoàng tử chọn đường lấy vợ, nhưng anh ta lại muốn trở thành một người nghệ sĩ nhạc jazz trong đường phố. Nhưng kế hoạch lấy Lottie chưa thành thì anh đã bị Facilier - tên phù thủy chuyên lừa phỉnh người khác, biến thành ếch, trong khi đó thì Lawrence, người hầu của anh, vì mưu đồ cá nhân, chấp nhận biến thành Naveen để lừa phỉnh Lottie.
Tối hôm đó, Tiana trong khi dự tiệc đã nhận được tin căn nhà cô mua để mở nhà hàng bị thu hồi vì đã có một người trả giá cao hơn. Nếu như cô không trả giá cao hơn trước Thứ Tư tới thì căn nhà đó sẽ không còn là của cô nữa. Giằng co với hai người môi giới, cô bị ngã bẩn quần áo. Lottie thương tình cho mượn một bộ đồ hóa trang. Sau khi thay bộ trang phục, cô ra đứng ở ban công và ngắm ngôi sao Hôm, ước rằng cũng như trong truyện cổ tích, điều cô muốn sẽ thành hiện thực. Naveen thoát được khỏi cái lọ nhốt mình, nhìn thấy Tiana, chàng hoàng tử bèn tìm đủ đường thuyết phục cô hôn mình vì tưởng cô là công chúa và đổi lại cô ấy sẽ có những điều mình muốn. Nhưng quá bất ngờ, cả hai người cùng biến thành... ếch. Sau một cuộc đuổi bắt ở bữa tiệc, cả hai lạc vào đầm lầy, bị cá sấu đuổi và phải trốn trong một hốc cây suốt đêm.
Sáng hôm sau, khi chuẩn bị quay về New Orleans, họ gặp Louis, chú cá sấu thích nhạc Jazz và luôn ước ao được thể hiện tài năng trước mặt con người. Chú nói về Mama Odie, một bà phù thủy như tiến sĩ Facilier, nhưng nhất quyết không chịu đưa Naveen và Tiana tới chỗ bà. Sau một hồi thuyết phục và cả dụ dỗ, Louis đổi ý ngay. Đến tối, khi đang kiếm thức ăn, họ gặp Raymond (Ray), một chú đom đóm và nhờ đó mới tới được đến chỗ của Mama Odie. Thời gian đi cùng nhau đã khiến hoàng tử và Tiana nảy sinh tình cảm. Trong khi đó, hoàng tử Naveen giả mạo đã cầu hôn Lottie và nội trong ngày sẽ tổ chức đám cưới. Nhưng chiếc vòng đeo cổ ma quỷ của Tiến sĩ Facilier dùng để biến Lawrence thành bản sao của Naveen cần dùng máu của Naveen để duy trì hình dạng. Hắn ta lập tức thỏa thuận với những âm hồn làm việc cho hắn để chúng tìm cho ra hoàng tử Naveen bằng cách rằng nếu hắn có được thành phố từ tay Lawrence sau khi anh ta cưới Lottie, hắn sẽ đem những linh hồn của người sống ở thành phố này cho bọn chúng. Bị hấp dẫn bởi thỏa thuận, chúng đồng ý và cắt cử một binh đoàn linh hồn bóng tối đi lo liệu vụ này giúp hắn.
Naveen và Tiana đã tới được nơi Mama Odie sống. Bà chỉ ra rằng Lottie được là công chúa một ngày và nếu hôn cô trước nửa đêm, cả hai sẽ trở lại thành người. Tiana và Naveen lập tức quay lại. Khi lên tới nơi tổ chức lễ cưới, Naveen đã định cầu hôn Tiana trước, nhưng do một lời vô ý, cô đã khiến hoàng tử bỏ đi. Thật không may, ngay sau đó Naveen bị bắt. Khi kế hoạch cầu hôn của Naveen được Ray nói cho Tiana biết, cô lập tức đi tìm Naveen, nhưng khi thấy Naveen giả mạo và Lottie bạn mình kết hôn, cô đau khổ bỏ đi. Ray đã phát hiện ra sự việc, cướp lấy cái bùa của Facilier và đưa nó cho Tiana. Cùng lúc đó binh đoàn linh hồn của Facilier đuổi đến, Ray dùng ánh sáng đom đóm cầm chân chúng nhưng không may bị Facilier giẫm lên, gần chết. Facilier đuổi kịp Tiana, dụ dỗ cô đưa cái bùa cho hắn. Nhưng cô không nghe và đập cái bùa vỡ tan. Không hoàn thành được giao kèo, Facilier bị các âm hồn của hắn quay lưng và kéo xuống âm phủ.
Thời hạn nửa đêm gần đến, Naveen thuyết phục Lottie hôn mình, anh sẽ cưới cô với điều kiện cô phải cho Tiana số tiền cần thiết để xây nhà hàng. Tiana nghe vậy bèn chạy đến ngăn Naveen lại và nói rằng anh không được làm thế, vì cô yêu anh. Lottie thực sự cảm động và nói sẽ hôn hoàng tử vì Tiana, không kết hôn nữa. Nhưng thời hạn nửa đêm đã hết. Louis cũng chạy tới báo tin về Ray. Họ kịp nghe Ray trăng trối lời cuối cùng trước khi anh đến với Evangeline, ngôi sao Hôm anh hằng yêu mến. Mọi người tổ chức một lễ tang cho Ray nhưng thật kì lạ, lúc ấy có một ngôi sao sáng nằm kế bên Evangeline - chính là linh hồn Ray hóa thành (ngầm khẳng định rằng Evangeline trước đây cũng là một cô đom đóm như Ray, sau khi mất đã hóa thành sao). Mama Odie tổ chức đám cưới cho Naveen và Tiana, vì vậy mà Tiana trở thành công chúa. Khi họ hôn nhau, cả hai trở lại thành người. Họ quay lại New Orleans và mở nhà hàng. Tiana và Naveen trở thành chủ nhà hàng, Louis chơi nhạc Jazz đúng như ước nguyện của họ. Nhà hàng của Tiana vô cùng đông khách, giấc mơ của cô đã trở thành hiện thực.

## Lồng tiếng
- Anika Noni Rose  (Tiếng Anh) Hồ Ngọc Hà (Nói) Mỹ Tâm (Hát) (tiếng Việt)  - Tiana
- Bruno Campos  (Tiếng Anh) Đàm Vĩnh Hưng (Nói) Chánh Tín (Hát) (tiếng Việt) - Naveen
- Keith David - Tiến sĩ Facilier
- Jennifer Cody - Charlotte La Bouff
- Michael-Leon Wooley - Louis
- Jim Cummings (Tiếng Anh) Lê Mộng Hoàng  (tiếng Việt) - Ray
- Jennifer Lewis - Mama Odie
- Peter Bartlett - Lawrence
- John Goodman - Eli "Big Daddy" La Bouff
- Terrence Howard - James
- Oprah Winfrey - Eudora
- Don Hall - Darnell
- Jerry Kernion - Mr. Henry Fenner
- Corey Burton - Mr. Harvey Fenner
- Randy Newman - Cousin Randy

## Sản xuất

### Phát triển ban đầu
Disney đã từng tuyên bố rằng Ngôi nhà trên núi (2004) sẽ là phim cuối cùng của họ sử dụng công nghệ hoạt hình truyền thống. Sau khi Disney mua lại Pixar vào đầu năm 2006, Ed Catmull và John Lasseter, chủ tịch và giám đốc sáng tạo của Walt Disney Animation Studios, đã rút lại quyết định này và phục hồi việc sản xuất hoạt hình truyền thống của hãng. Disney cho đi tìm các họa sĩ hoạt hình trước đây bị cho thôi việc hoặc đã rời hãng phim sau khi bộ phận hoạt hình truyền thống bị đóng cửa vào năm 2003 và thuê lại họ cho dự án này. Lasseter cũng mời lại các đạo diễn Ron Clements và John Musker, những ngươi từng tham gia thực hiện các phim như The Great Mouse Detective (1986) Nàng tiên cá (1989), Aladdin (1992), Hercules (1997), và Treasure Planet (2002). Hai người đã rời công ty vào năm 2005, nhưng Lasseter mời họ trở lại Disney để đạo diễn và viết kịch bản cho phim, đồng thời cho họ được chọn phong cách hoạt hình (truyền thống hay CGI) mà họ muốn.
Giai đoạn phát triển cốt truyện cho phim bắt đầu bằng việc hợp nhất hai dự án riêng biệt đang cùng được phát triển ở Disney và Pixar lúc bầy giờ, cả hai đều dựa theo truyện cổ tích "Hoàng tử ếch". Một trong hai dự án này ngoài ra còn lấy ý tưởng từ tiểu thuyết The Frog Princess của E. D. Baker, trong đó nhân vật nữ chính (Công chúa Emma) hôn một chàng hoàng tử dưới hình dạng con ếch (Hoàng tử Eadric), nhưng thay vì biến hoàng tử thành người, thì chính nàng cũng trở thành một con ếch. Công chúa và chàng Ếch trở lại với phong cách phim nhạc kịch vốn đã từng làm nên thành công của nhiều phim hoạt hình Disney trước đây, với một phong cách được Musker và Clements phát biểu rằng giống như Aladdin và Nàng tiên cá, phong cách này lấy cảm hứng từ thời kỳ hoàng kim của những tác phẩm hoạt hình chiếu rạp của Disney như Cô bé Lọ Lem.
Musker và Clements cho rằng mặc dù tất cả các truyện cổ tích đều lấy bối cảnh ở châu Âu, nhưng họ vẫn có thể kể một câu chuyện xảy ra ở Mỹ. Hai đạo diễn nói rằng họ chọn New Orleans như một cách tưởng nhớ lịch sử của thành phố, cùng những nét "thần kỳ" của nó, và cũng bởi vì đó là thành phố ưa thích của Lasseter. Họ đã tới thăm Louisiana mười ngày trước khi bắt tay vào viết kịch bản.
Công chúa và chàng Ếch ban đầu được công bố với tên gọi Nàng công chúa Ếch vào tháng 7 năm 2006; những bản phác thảo và các bài hát ban đầu đã được giới thiệu với công chúng ở cuộc họp các cổ đông hàng năm của Công ty Walt Disney vào tháng 3 năm 2007. Những công bố này vấp phải sự chỉ trích của truyền thông Mỹ – Phi, chủ yếu là do những chi tiết của truyện Công chúa ếch, các nhân vật, và bối cảnh được cho là không mấy hấp dẫn. Các nhà phê bình người Mỹ gốc Phi phản đối tên gọi ban đầu của nhân vật chính, "Maddy", bởi nó gợi sự tương đồng với thuật ngữ gây xúc phạm "mammy". Họ cũng chỉ trích kịch bản ban đầu cho Maddy là một người hầu gái, việc một người phụ nữ da đen yêu một chàng hoàng tử không phải là người da đen, và việc chọn một thầy thuốc phù thủy da đen làm nhân vật phản diện chính của phim. Tiêu đề Công chúa ếch cũng được một số nhà phê bình coi là một lời chế nhạo người Pháp. Việc bộ phim lấy bối cảnh ở New Orleans cũng làm nổi lên nhiều tranh luận, khi thành phố này vừa bị phá thủy nặng nề bởi bão Katrina vào năm 2005, khiến nhiều người phải chuyển đi, trong đó chủ yếu là người da đen. Các nhà phê bình cho rằng việc chọn New Orleans làm bối cảnh cho một bộ phim Disney với nhân vật nữ chính người da đen là một sự xúc phạm tới cảnh ngộ của các nạn nhân bão Katrina.
Đáp lại những lời chỉ trích ban đầu này, tựa đề của bộ phim được thay đổi từ Công chúa ếch sang Công chúa và chàng Ếch vào tháng 5 năm 2007. Tên nhân vật chính cũng được đổi từ "Maddy" sang "Tiana", và nghề nghiệp của cô cũng thay đổi từ người hầu gái sang một nữ phục vụ bàn. Người dẫn chương trình Oprah Winfrey được thuê làm cố vấn kỹ thuật cho phim, và sau này cô còn tham gia lồng tiếng với vai mẹ của Tiana là Eudora.

### Kịch bản và đề tài
Trưởng nhóm phát triển cốt truyện, Don Hall, miêu tả kịch bản là một câu chuyện cổ tích "nhiều nút thắt đủ để khiến nó trở nên tươi mới",